# Западная Бекаа
Западная Бекаа (араб. قضاء البقاع الغربي‎) — один из 25 районов Ливана, входит в состав провинции Бекаа. Административный центр района — город Джубб-Джаннин.

## География
Район расположен в центральной части Ливана и занимает площадь 470 км². На севере граничит с районом Захле, на востоке — с районом Рашайя, на юго-востоке — с районом Хасбайя, на юго-западе — с районом Джеззин, на западе — с районом Шуф, на северо-западе — с районом Алей.

## Муниципалитеты
Административно район разделён на 29 муниципалитетов.